# Анте Блажевич
Анте Блажевич (хорв. Ante Blažević, нар. 5 травня 1996, Спліт, Хорватія) — хорватський футболіст, правий захисник сараєвського «Желєзнічара».

## Клубна кар'єра
Народився в портовому хорватському місті Спліт, але виріс у Каштелі. У школі спочатку займався легкою атлетикою, але згодом захопився футболом. З 2007 по 2008 рік виступав за юнацькі команди «Омладинац» (Враніць) та «Каштел-Сучураць». У 12-річному віці потрапив до дитячо-юнацької академії сплітського «Хайдука».
У травні 2014 року підписав 3-річний контракт з «Остенде». 14 грудня 2014 року дебютував у Ліга Жупіле проти «Андерлехта». Анте вийшов на поле на 82-ій хвилині, замінивши Фернандо Канезіна. В елітному дивізіоні бельгійського чемпіонату зіграв 6 поєдинків.
У лютому 2017 році повернувся на батьківщину, де захищав кольори «Юнака» (Синь). Після цього виступав у Регіоналлізі Німеччини за «Гільдесгайм» та в Другій лізі Словенії за «Брежице 1919».
Наприкінці лютого 2019 року підсилив «Челік». У футболці зеницького клубу дебютував 2 березня 2019 року в нічийному (1:1) виїзному поєдинку 21-го туру Прем'єр-ліги Боснії і Герцеговини проти «Тузла Сіті». Блажевич вийшов на поле на 85-ій хвилині, замінивши Нерміна Ямака. За рік, проведений у «Челіку», зіграв 16 матчів у чемпіонаті країни. На початку січня 2020 року відбним агентом залишив команду. На початку червня 2020 року підписав контракт з одним із грандів боснійського футболу, «Желєзнічаром». У футболці столичного клубу дебютував 1 серпня 2020 року в переможному (3:0) домашньому поєдинку 1-го туру Прем'єр-ліги Боснії і Герцеговини проти «Вележа». Анте вийшов на поле на 82-ій хвилині, замінивши Самира Бекрича. На міжнародній арені дебютував за «Желєзнічар» 9 вересня 2020 року в програному (1:3) виїзному поєдинку 1-го кваліфікаційного раунду Ліги Європи УЄФА проти «Маккабі» (Хайфа). Блажевич вийшов на поле в стартовому складі, а на 90+6-ій хвилині отримав жовту картку.

## Кар'єра в збірній
Виступав за юнацькі збірні Хорватії різних вікових категорій. У 2014 році провів 1 поєдинок у футболці юнацької збірної Хорватії (U-19).

## Статистика виступів у чемпіонаті Бельгії
| Сезон   | Клуб      | Країна  | Змагання    | Змагання | Змагання | Кубок | Кубок | Єврокубки | Єврокубки | Загалом | Загалом |
| Сезон   | Клуб      | Країна  | Змагання    | Матчі    | Голи     | Матчі | Голи  | Матчі     | Голи      | Матчі   | Голи    |
| ------- | --------- | ------- | ----------- | -------- | -------- | ----- | ----- | --------- | --------- | ------- | ------- |
| 2014/15 | «Остенде» | Бельгія | Ліга Жупіле | 4        | 0        | 0     | 0     | 0         | 0         | 4       | 0       |
| 2015/16 | «Остенде» | Бельгія | Ліга Жупіле | 0        | 0        | 0     | 0     | 0         | 0         | 0       | 0       |
| Загалом | Загалом   | Загалом | Загалом     | 4        | 0        | 0     | 0     | 0         | 0         | 4       | 0       |